# سيكورسكي-بوينغ أس بي 1
سيكورسكي-بوينغ SB-1 ديفاينت (المعروفة رسميًا باسم S-100)، هي طائرة مروحية طوّرتها شركتا سيكورسكي للطائرات وبوينغ للمنافسة ضمن برنامج الطائرة الهجومية المستقبلية بعيدة المدى (Future Long-Range Assault Aircraft) الخاص بجيش الولايات المتحدة، والذي يهدف إلى استبدال مروحية سيكورسكي UH-60 بلاك هوك.  
تتميز هذه الطائرة بتصميمها المركّب، حيث تعتمد على دوّارات محورية صلبة مزدوجة وتعمل بمحركين Honeywell T55 التوربينيين. نفّذت أولى رحلاتها في 21 مارس 2019.  
وفي ديسمبر 2022، أعلن الجيش الأمريكي اختيار المروحية المنافسة بيل V-280 فالور كالفائزة في برنامج الطائرة الهجومية المستقبلية بعيدة المدى.